# 小型馒头蟹
小型馒头蟹（学名：Calappa pustulosa）为馒头蟹科馒头蟹属的动物。分布于日本、印度以及中国大陆的海南岛等地，生活环境为海水，多见于水深50-150米的泥沙质或碎壳的海底。